# 馬自達757
馬自達757（（日語）マツダ・757）是1986年由日本馬自達汽車公司關係企業Mazdaspeed設計開發、為參加JSPC全日本運動原型賽車耐久錦標賽（（日語）全日本スポーツプロトタイプカー耐久選手権）和利曼24小時耐力賽的原型賽車（prototype racing car）。
1987年11月舉辦的全日本富士500公里錦標賽裡，757的軸距被延長，並且搭載初問世的四轉子引擎13J型，稱之為馬自達757E。

## 概要
1985年的利曼24小時耐力賽中，737C雖然以第40和44名的成績通過預賽，卻在決賽中發生引擎故障、變速箱軸承破損、電動機斷線導致電池蓄電耗盡等狀況。縱然最後跑完全程，成績卻不甚理想。
1986年Mazdaspeed決定自造底盤，由於參賽重心移往美國，馬自達將757打造成符合美國IMSA（International Motor Sports Association）GTP大賽規則的原型賽車。

### 底盤
該車的開發設計乃參考當時C1組之佼佼者保時捷962C，其單殼體車身採用側邊散熱器的方式。至於懸吊系統，前輪採浮動式彈簧減震組（flaoting type spring damper unit）加雙A臂懸吊；後輪則採雙臂曲柄（bell crank）方式。
車身跟保時捷962C一樣，為了減少風阻而設計。根據車體設計者三村建治的自述：「我們在日本和英國做過風洞試驗，這個車身的空力特性數據表現得比保時捷好」。
在變速箱系統方面，原先前幾代的717C、737C等都採英國休蘭德公司的變速箱，但經過幾次利曼24小時耐力賽的結果證明常發生因容量不足而過熱問題。於是馬自達仿傚保時捷的鋸齒狀排檔，自行製造齒輪箱與變速系統。

### 引擎
13G型三轉子引擎的構造乃是自雙轉子引擎前段追加一個轉子而成，起初採用電子燃料噴射裝置（EGI），且出力軸採用「1+2」的錐形連接方式。為了兩個轉子的平衡，重新設計過出力軸。此外，由於引擎長度增加造成剛性降低，油底殼從單片式鋁板改為蜂巢式鋁板。
後來在1987年馬自達將13G型的外環氣埠（peripheral port）改良成側邊氣埠（side port），並更名成20B型。20B-REW型是馬自達唯一量產化市售的三轉子引擎，且僅搭載於Eunos Cosmo上。它的排氣量是654c.c. X 3，渦輪壓力0.7 bar（70 kPa），可榨出300hp的馬力、407Nm的扭力。

## 參賽歷程

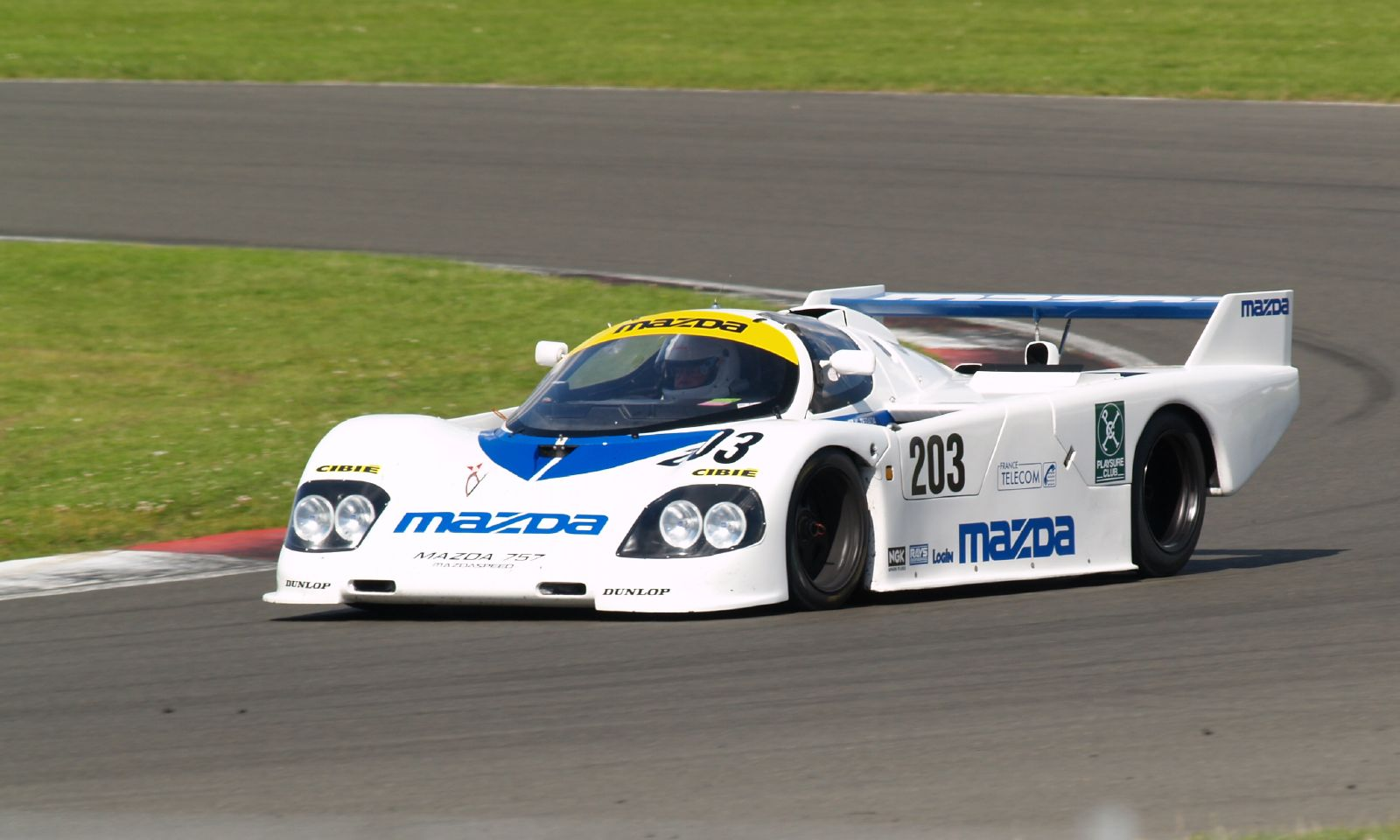
在銀石賽道上奔馳的馬自達757

### 1986年
- 4月：JSPC鈴鹿500公里錦標賽：第6名。
- 5月：WSPC銀石（Silverstone Circuit）1,000公里耐力賽：第13名 / 第19名。
- 5月：利曼測試賽：第3名。
- 6月：利曼24小時耐力賽：淘汰。
  - 同樣來自日本的日產與豐田車隊也下場參賽，但由於傳動軸出了問題，兩個車隊也被淘汰。
- 7月：JSPC富士500英哩錦標賽：第5名。
- 8月：JSPC鈴鹿1,000公里錦標賽：第5名 / 第6名。
- 10月：JSPC富士1,000公里錦標賽：第13名 / 第15名。
- 11月：JSPC富士500公里錦標賽：第4名。

### 1987年
雖然自本年度起，Mazdaspeed著手研發下一世代的原型賽車，不過757的機械結構至此已趨於成熟。
- 4月：JSPC鈴鹿500公里錦標賽：第5名 / 第6名。
- 5月：JSPC富士1,000公里錦標賽：第4名。
- 6月：利曼24小時耐力賽：第7名（GTP級優勝）。
第7名為日本國產車裡獲得最高的名次。
- 7月：JSPC富士500英哩錦標賽：第6名 / 第7名。
- 8月：JSPC鈴鹿1,000公里錦標賽：第5名。
- 10月：JSPC富士1,000公里錦標賽：第7名。
- 11月：JSPC富士500公里錦標賽：第5名。
此役中首度投入馬自達開發的第一顆賽車用四轉子引擎13J型，並將軸距加長，稱作757E，字尾的「E」代表「Experimental（實驗）」之意。

### 1988年
自本年度起，Mazdaspeed投入搭載四轉子13J-M型轉子引擎的767，不過在利曼24小時耐力賽一役，757超越了發生問題的767，並奪得第15名。雖然Mazdaspeed自此役後不再使用757，但靜松賽車隊與片山賽車隊（（日語）カタヤマレーシング，位於兵庫縣三木市的私人賽車隊）仍持續使用該車參賽至1991年為止。
- 3月：JSPC富士500公里錦標賽：757E：第9名 / 757：第12名。
- 4月：JSPC鈴鹿500公里錦標賽：第14名（靜松賽車隊）。
- 5月：JSPC富士1,000公里錦標賽：淘汰（靜松賽車隊）。
- 6月：利曼24小時耐力賽：第15名（GTP級優勝）。
- 7月：JSPC富士500英哩錦標賽：淘汰（靜松賽車隊）。
- 8月：JSPC鈴鹿1,000公里錦標賽：第10名（靜松賽車隊）。
- 10月：WEC富士錦標賽：第20名（靜松賽車隊）。

### 1989年
自本年起，Mazdaspeed以767B投入比賽，但駕駛757的靜松賽車隊也下場參賽。
- 3月：JSPC富士500公里錦標賽：第10名（靜松賽車隊）。
- 4月：JSPC富士1,000公里錦標賽：第12名（靜松賽車隊）。
- 7月：JSPC富士500英哩錦標賽：第6名（靜松賽車隊）。
- 10月：InterChallenge富士1,000公里錦標賽：第19名（靜松賽車隊）。
- 12月：JSPC鈴鹿500公里錦標賽：第6名（靜松賽車隊）。

### 1990年
- 3月：JAFGP富士500公里錦標賽：第13名（靜松賽車隊）、第14名（片山賽車隊）。
- 10月：JSPC富士1,000公里錦標賽：淘汰（片山賽車隊）。

## 外部連結
- 【MAZDA】邁向勒芒（Le Mans）光榮之路